# Imagic
Imagic era una società statunitense di sviluppo e pubblicazione di videogiochi fondata nel 1981. La società realizzò il suo primo gioco nel marzo 1982. Fu il secondo gruppo di programmazione software indipendente a formarsi dopo Activision. Realizzò sette titoli per Atari e cinque per Intellivision nel suo primo anno. Nel 1983, si dedicò anche a Colecovision e Odyssey II. Il team Imagic comprendeva ex impiegati di Atari e di Mattel Electronics. La loro esperienza condusse Imagic a creare alcuni dei giochi meglio riusciti per le suddette console.
Imagic produceva solo giochi e tutti questi erano creati internamente, senza costose licenze da pagare per trasposizioni arcade o tie-in cinematografici. La società riusciva così a tener testa ai maggiori concorrenti Atari, Mattel Electronics e Coleco.
Tuttavia Imagic risentì molto del crash del 1983, nonostante producesse anche titoli per home computer. Activision ne ha rilevato i diritti.

## Videogiochi
Elenco approssimativo dei titoli sviluppati e/o pubblicati, in almeno una delle versioni, da Imagic.
- Atlantis (1982)
- Atlantis II (1982)
- Beauty and the Beast (1982)
- Chopper Hunt (1984)
- Cosmic Ark (1982)
- Crime and Punishment (1984)
- Demon Attack (1982)
- Dracula (1982)
- Dragonfire (1982)
- Fathom (1983)
- Fire Fighter (1982)
- Ice Trek (1983)
- I, Damiano: The Wizard of Partestrada (1985)
- Injured Engine (1984)
- Laser Gates (1983)
- Match Point (1984)
- Microsurgeon (1982)
- Moonsweeper (1983)
- No Escape! (1983)
- Nova Blast (1983)
- Quick Step (1983)
- Riddle of the Sphinx (1982)
- Sherlock Holmes in "Another Bow" (1985)
- Shootin' Gallery (1982)
- Solar Storm (1983)
- Star Voyager (1982)
- Star Wars (1983)
- Subterranea (1983)
- Swords & Serpents (1982)
- Touchdown Football (1984)
- Trick Shot (1982)
- Tropical Trouble (1983)
- Truckin' (1983)
- White Water! (1983)
- Wing War (1983)